# 蕭崇業
萧崇业（1522年—1588年），字允修，号乾养，雲南臨安衛新安所（今蒙自新安所）人，旗籍，祖籍應天府上元縣（今南京地区），明朝政治人物，隆慶辛未進士，官至太常寺少卿。

## 生平

### 家世及幼年
洪武年间，在西南大移民的背景下，萧氏家族因军屯从都城应天府移民云南，遂落籍临安卫新安所（今蒙自新安所街道五一街12号存萧崇业家水井一口）。
明嘉靖元年（1522年）生于新安所。

### 中进士，入仕途
萧崇业幼嗜学，为嘉靖四十年（1561年）辛酉科雲南鄉試第二名舉人。隆慶五年（1571年）又凭辛未科三甲218名中進士。点选翰林院庶吉士。
万历元年（1573年）五月选授兵科给事中，三年二月升工科右给事中，七月升户科左给事中。

### 出使琉球国
万历四年（1576年）夏，大明藩属国琉球的国王中山王驾崩，而太子尚未确立，于是向明朝廷请封。万历皇帝于是特命萧祟业为正使，于七月从京城到福建，乘船出使琉球国。抵达琉球后，萧尽心指导中山王太子演习礼仪，以使其顺利拜受。最终，萧与副使谢杰册封尚永为国王。
萧崇业居琉四个月，期间详细考察了当地的山川物产和风土民情，著有《使琉球录》，其书中曾写道：
宴罢中山赠数金，居夷那变四知心；义利源头须慎独，岂缘故事辄相寻！金函开诏使殊方，韡韡皇华众所望；薏苡恐招犀玉谤，赂金媿入陆生装！帝子重色贮金屋，我易麟趾贸书读；但愿明经胜满籯，可怜豪富悲金谷！白昼撄金何太迷，黄金络马遭倾覆；金丸最恶韩嫣侈，妇贤且解遗金辱。君不见：燕王好客筑金台，高士掉首去不回？天生李材必有用，期散千金还复来？又不见：鲍叔让金交谊笃，仲翁问金乐宗族；不疑偿金同舍子，幼安锄金如草木；祖荣一钱犹为多，清献琴鹤良自足；赵轨饮水范甑尘，羊续悬鱼苗留犊？余诚不能比德于数者，区区窃慕古人之芳躅。——萧崇业，《使琉球录》
该书后收录在了《四库全书》中。另外萧崇业也著有《养乾秦议》《航海赋》《南游漫稿》等。

### 回朝复命
万历八年（1580年）四月升兵科都给事中，七月升光禄寺少卿，九年（1581年）九月升太仆寺少卿，十一年（1583年）闰二月升太常寺少卿提督四夷馆，十一月升南京太仆寺卿，十三年（1585年）四月升佥都御史提督操江，十月以母老乞休归。

### 去世
万历十六年（1588年）卒，十七年三月賜祭葬。

## 家族
曾祖父蕭榮；
祖父蕭文迪；
父蕭志高，字兆登，號颐庵，壽官，贈户科左给事中；
母戎氏；
前母瞿氏，封孺人。

## 后世纪念
为纪念萧崇业，蒙自新安所把镇内的一条街道命名为崇业街。